# Phyllophaga centralis
Phyllophaga centralis är en skalbaggsart som beskrevs av Nonfried 1894. Phyllophaga centralis ingår i släktet Phyllophaga och familjen Melolonthidae. Inga underarter finns listade i Catalogue of Life.